# Boscoincittà
Boscoincittà è un parco pubblico di Milano. L'area, di proprietà comunale, è data in regime concessionario per la gestione ad Italia Nostra.
Il parco si estende per una superficie totale di circa 110 ettari, (di cui 50 recintati) nella periferia ovest della città e comprende boschi, radure, corsi d'acqua, un laghetto e un'antica cascina (la quattrocentesca cascina San Romano) che ospita la direzione del parco oltre a una “Biblioteca verde", nata con l'obiettivo di raccogliere libri, documenti e articoli concernenti il verde pubblico, l'ambiente e l'agricoltura.

## Rinnovo e ampliamento delle concessioni

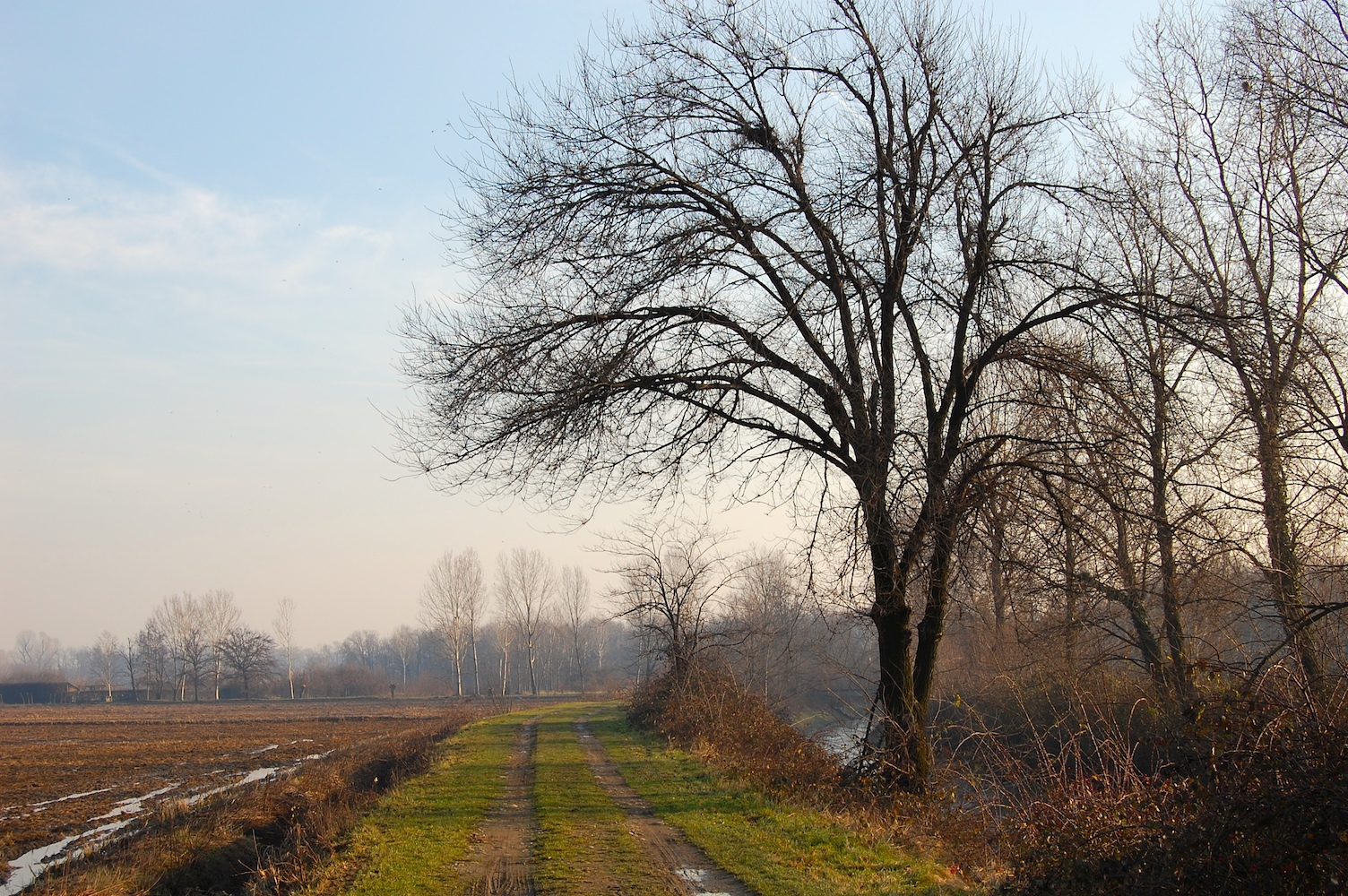
Strada costeggiante il canale di scolo

Dal 1974 il terreno è in concessione ad Italia Nostra che vi ha avviato (tramite una sezione creata appositamente e chiamata Centro per la Forestazione Urbana - CFU) il primo progetto italiano di riforestazione urbana coinvolgendo scuole, associazione ed enti di volontariato. Le singole convenzioni sono di durata novennale e dalla prima che riguardava un'area di 35 ettari, si è passati progressivamente a 50, a 80 e, infine, agli attuali 110 che consentono anche il congiungimento con il Parco delle Cave. L'estensione ha sempre corrisposto ad un aumento delle proposte progettuali e delle realizzazioni e il progetto iniziale si è ampliato e ora comprende, oltre al parco, un'area di centocinquanta orti urbani, mentre la cascina è stata ristrutturata e ospita gli uffici del parco, una biblioteca e delle aree coperte messe a disposizione a titolo gratuito.

## Approccio partecipato

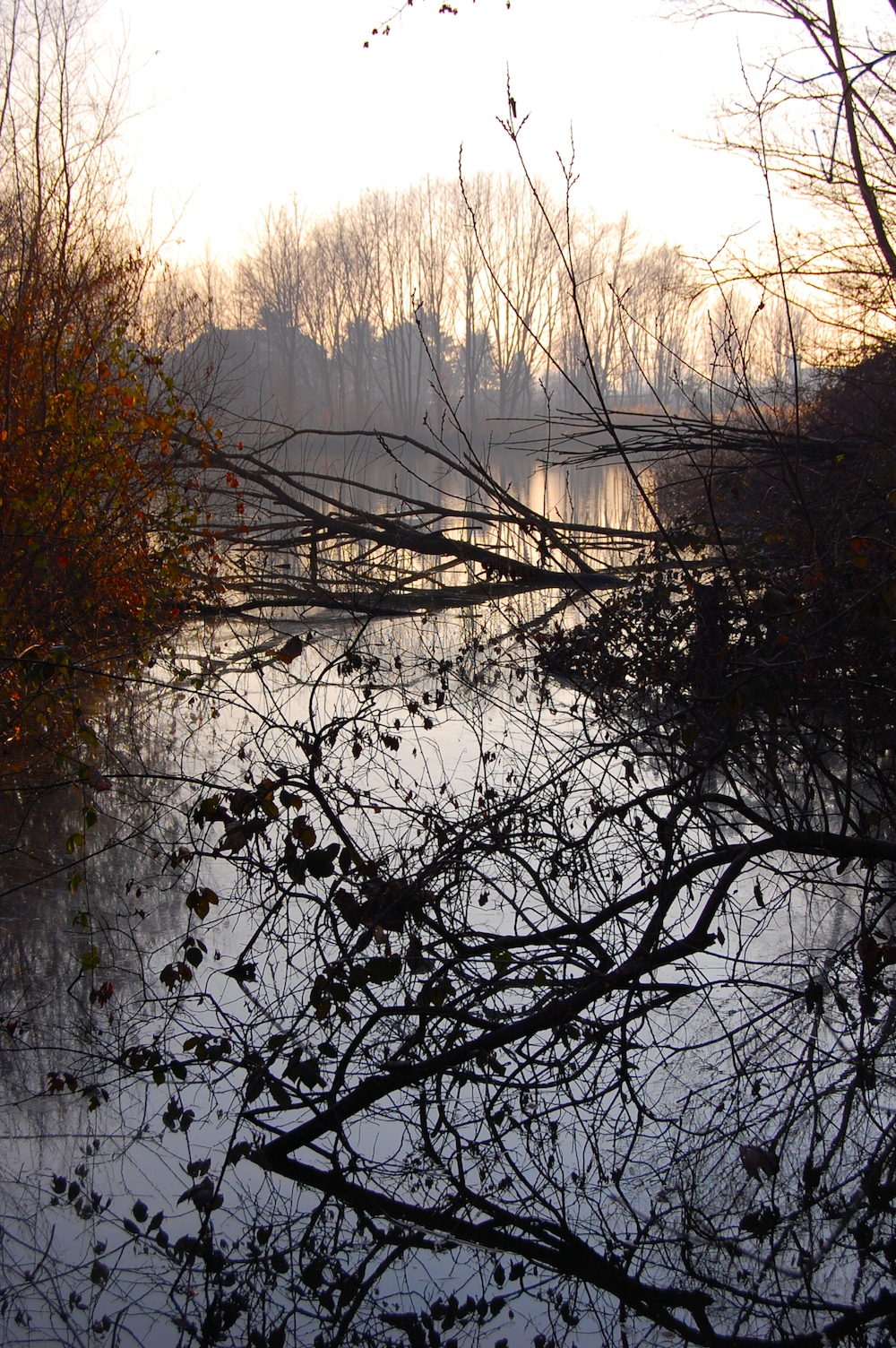
Rami riflessi nel laghetto del bosco

La costruzione e manutenzione del parco è stata portata avanti negli anni da Italia Nostra secondo un peculiare approccio partecipato, promuovendo il coinvolgimento attivo della cittadinanza (associazioni, scuole, volontari) e di corpi dello Stato: l'Agenzia Forestale ha, per esempio, donato le trentamila piante messe a dimora. Anche per questo, il sistema del verde costituito da Boscoincittà e dal Parco delle Cave (il progetto "Parco dei Sentieri Interrotti"), ricevette nel 2003 un importante riconoscimento internazionale.
Boscoincittà, con gli altri cinque del sistema ovest di Milano, fa parte del Parco Agricolo Sud Milano.

## Flora, fauna e attrezzature
Il parco è un'area fortemente "rinaturalizzata" e flora e fauna ne rispecchiano appieno le caratteristiche.
Tra le principali specie arboree, acero di monte, acero campestre, quercia rossa, olmo, pioppo pioppo bianco, nero e cipressino, frassino, carpino, robinia, ontano e salice. È presente avifauna e fauna selvatica. 
Il parco è percorso da diversi fontanili che si intrecciano fino a formare un piccolo lago; di recente realizzazione una zona umida con una serie di bacini d'acqua. Il lago, iniziato nel 1989 e concluso nel 1992, è stato progettato per migliorare il microclima, favorendo lo sviluppo della flora e della fauna acquatica e terrestre. È stato successivamente arricchito da strutture per la fruizione, come un pontile sospeso sulle acque, dotato di panchine da cui ammirare il paesaggio. 
Nella fascia esterna si trovano, oltre al vivaio e a centoquaranta orti, aree a coltivazione guidata assegnate per sorteggio fra i richiedenti.
Costruito in collaborazione con i genitori e gli ortisti nell'area di Figino un campo giochi. Sono numerosi i percorsi pedonabili, ciclabili (noleggio bici su prenotazione) ed equestri; area pic-nic in cascina; uno spazio riservato ai cani di cinquemila metri quadrati.
Folto, in assonanza con l'attitudine partecipativa, il calendario di eventi e attività.

## Galleria fotografica di flora e fauna

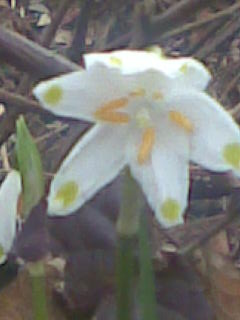
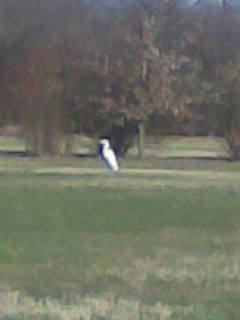
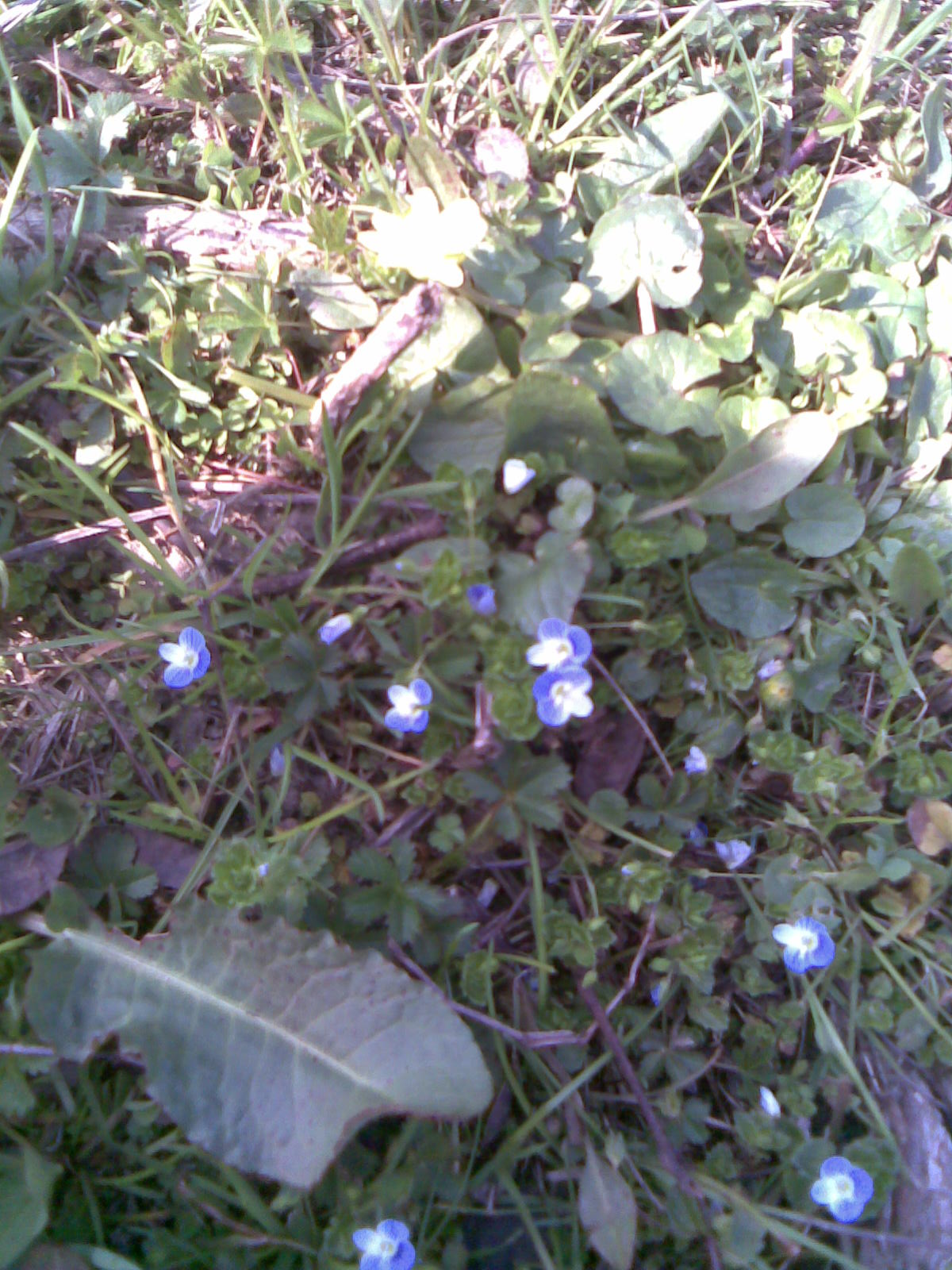
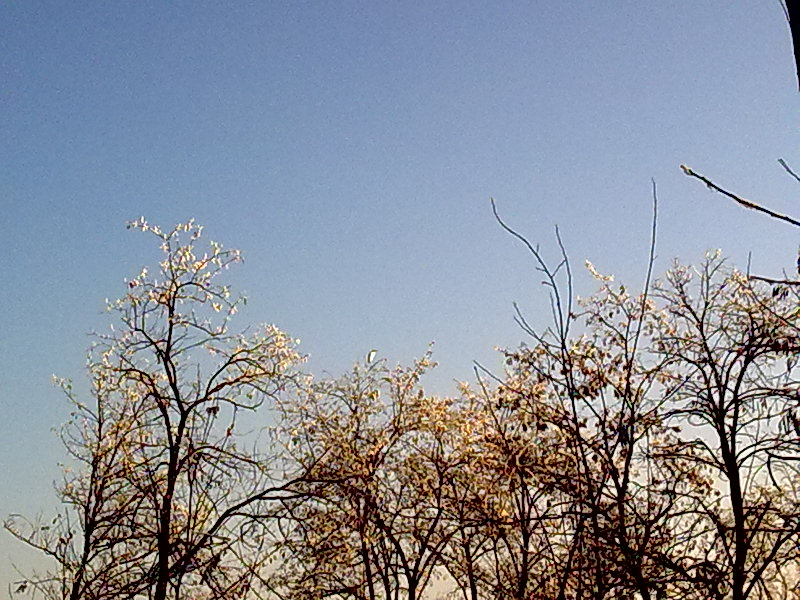
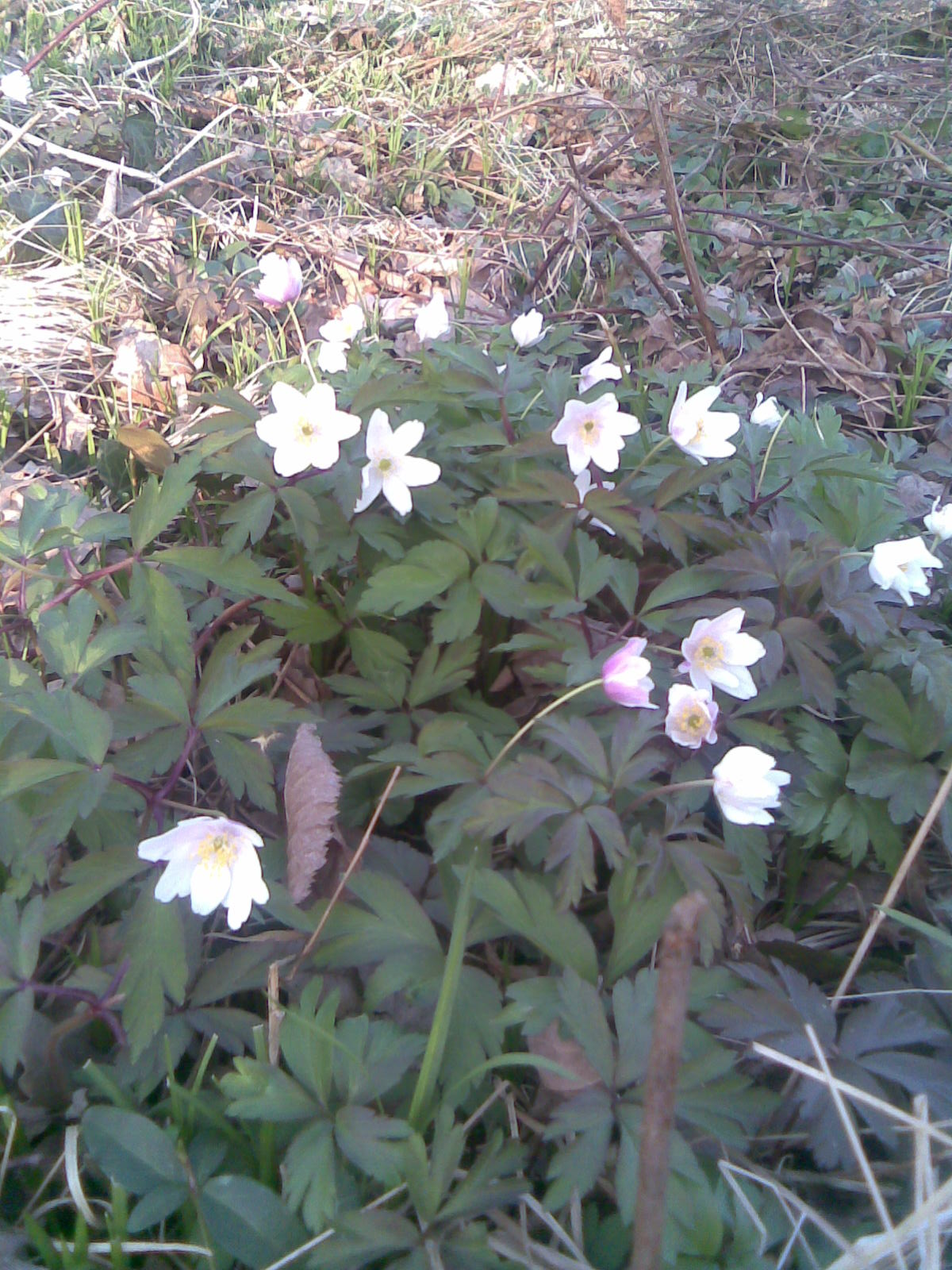
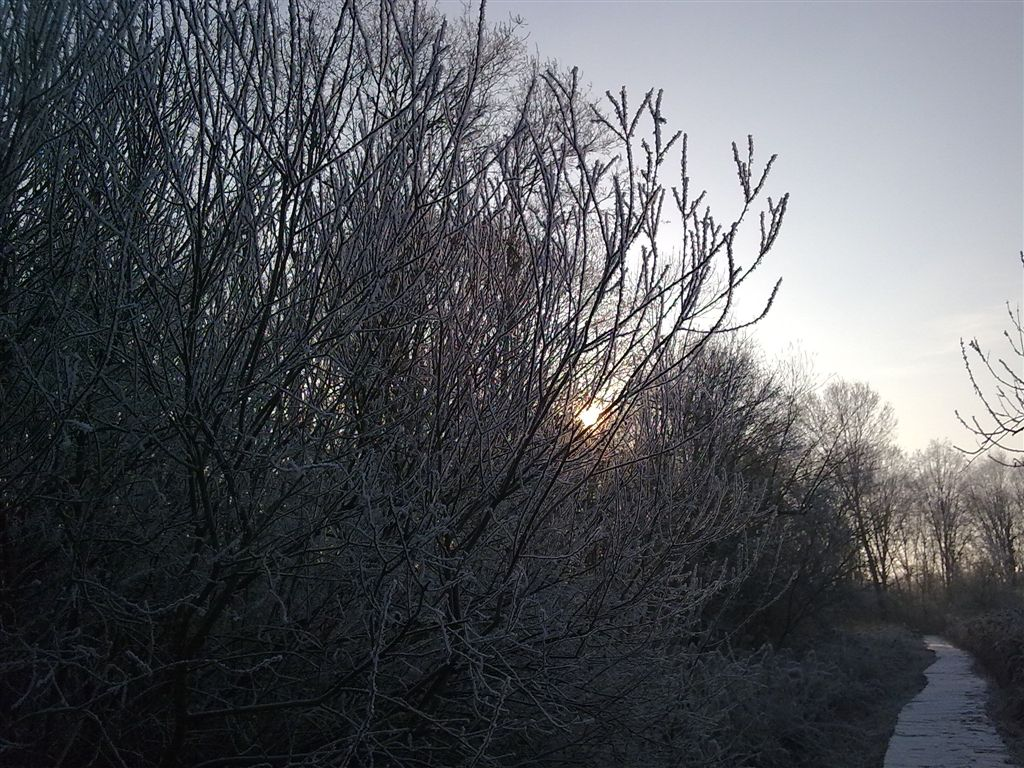